# Anchhaf
| S34 | M16 | I9 |

| S34 | M16 | I9 |

Anchhaf byl egyptský princ a vezír během 4. dynastie.

## Rodina
Anchhaf byl synem faraona Snofrua a neznámé ženy. Anchhafova hrobka v Gíze (G 7510) líčí jeho sestru-manželku, princeznu Hetepheres. S ní měl dceru, která byla matkou jejich vnuka Anchetefa.

## Kariéra
Možná se Anchhaf zapojil do stavby Velké pyramidy v Gíze. V roce 2013 byla totiž ve Wadi al-Jarf objevena sbírka papyrů deníku Merera, které zaznamenávají operace přepravující vápenec z Tury do Gízy. Záznamy se datují k vládě Chufua a týkají se administrativního centra jménem Ro-Še Chufu, za jehož dozorce je uveden právě Anchhaf. Podle egyptologa Pierra Talleta měl tedy Anchhaf dohlížet na dokončení pyramidy.

## Hrobka
Anchafova mastaba G 7510 je jedna z největších na Východním pohřebišti v Gíze. Jeho manželka Hetepheres pravděpodobně zemřela dříve, než byla hrobka dostavěna, a byla pohřbena jinde.
Realisticky malovaná vápencová busta Anchhafa objevená v jeho hrobce je považována za mistrovské dílo Staré říše a lze ji vidět v Muzeu výtvarného umění v Bostonu.